# 近江酒造
近江酒造（おうみしゅぞう）は、滋賀県東近江市八日市上之町の酒造会社。2023年（令和5年）6月30日で酒類の製造販売業を終了し、以後は不動産賃貸業に業態を転換する。

## 歴史
1917年（大正6年）創業。地元の酒造家や酒販業者が共同して設立された。
1921年（大正10年）に八日市飛行場に陸軍航空第三大隊が編成されると代表銘柄の志賀盛が航空隊の御用達となった。
第二次世界大戦後、大手酒造会社に酒を卸してその銘柄で販売される「桶売り」で業績を伸ばした。
木造の酒蔵などの老朽化、国内市場の縮小、地域の酒類店の廃業、瓶や箱などの資材の高騰のため、2023年（令和5年）6月30日で酒類の製造販売業を終了し、以後は不動産賃貸業に業態を転換することを発表した。

## 主な銘柄
- 志賀盛（しがさかり）
- 近江龍門
- 近江ねこ正宗

## 電気機関車の保存
彦根駅構内の近江鉄道ミュージアムで展示されていた電気機関車「ED314」は老朽化が激しく維持が困難とされていたところ、2019年（令和元年）12月に近江酒造が引き受けて移設された。2023年6月30日の酒類の製造販売業の終了に伴い、土地は不動産会社に売却され住宅用地となるが、敷地内のED314は小公園として保存されることになった。